# Хилосхиста
Хилосхи́ста (лат. Chiloschista) — род многолетних эпифитных травянистых растений семейства Орхидные. Иногда в литературе встречается вариант написания «хилошиста».
Сокращение родового названия, используемое в промышленном и любительском цветоводстве — Chsch.
Включает 15-20 видов, распространённых в континентальной тропической Азии, Индонезии и Северной Австралии.
Систематическое положение рода не устоявшееся.
По системе американского ботаника Роберта Дресслера род относится к подсемейству Высшие Эпидендровые (Higher Epidendroideae), трибе Vandeae, подтрибе Aeridinae. Ранее род относили к подсемейству Vandoideae, трибе Vandeae, подтрибе Vandinae.

## Этимология
Название происходит от греческих слов: cheilos — губа и schistos — разделённый, расщеплённый, что указывает на глубокую расщелину на губе цветка.
Китайское название — 大蜘蛛蘭屬

## История описания
Род впервые выделен Джоном Линдли в 1832 году.

## Биологическое описание
Миниатюрные моноподиальные растения, почти полностью утратившие способность образовывать листья. По внешнему виду сходны с представителями родов Mirocoelia и Polyrrhiza.
Побеги укороченные, их ежегодный прирост составляет несколько миллиметров.
Корни хорошо развитые, часто уплощённые, вместо листьев выполняют ассимиляционную функцию, покрыты веламеном.
Листья маленькие, рудиментарные. У некоторых видов достигают 2,5-5 см в длину и около 1 см в ширину. Опадают перед наступлением сухого сезона.
Цветонос, как правило, поникающий.
Цветы разнообразной окраски, белые, жёлтые, зеленоватые, тёмно-коричнево-красные.

## Экологические особенности
Эпифиты. Цветение в конце зимы или весной. Большая часть видов произрастает в местах, имеющих влажный и сухой сезоны.

## Виды

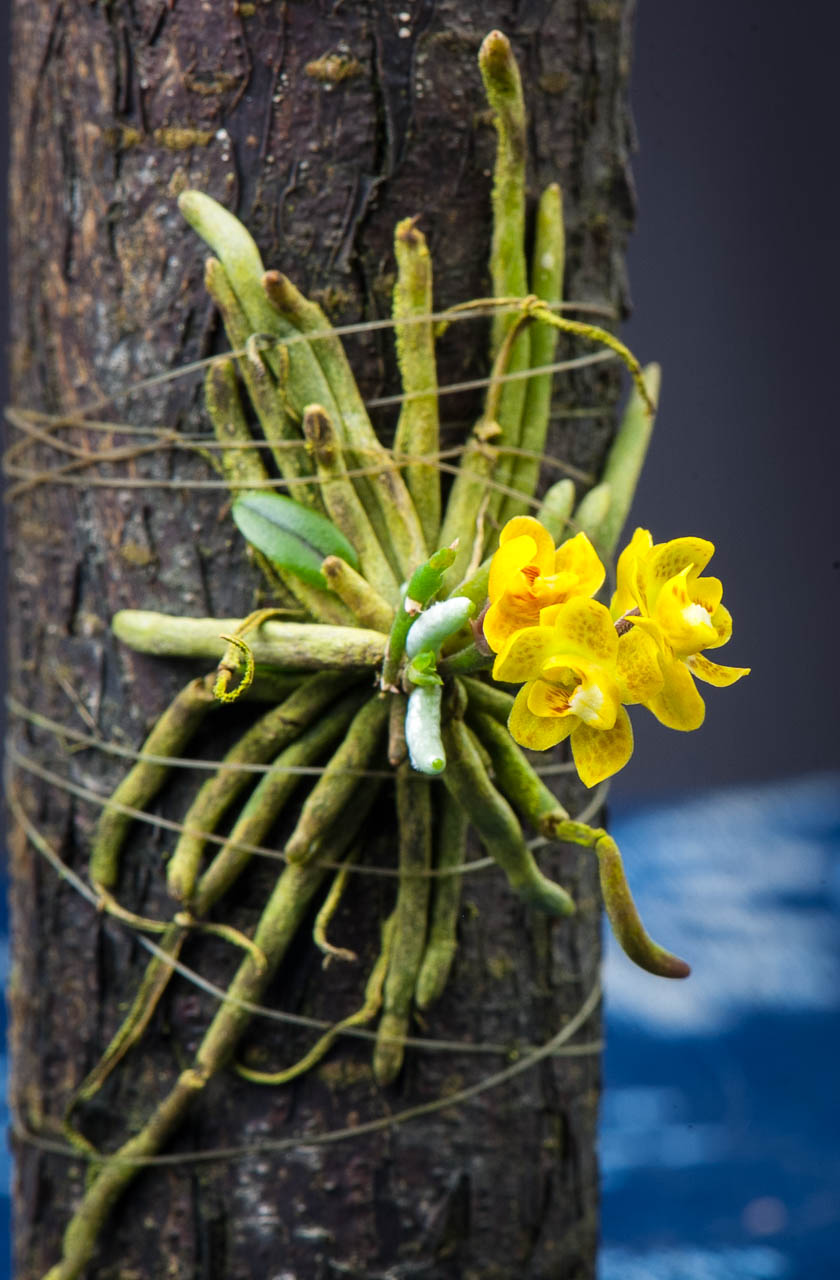
Chiloschista trudelii

Систематика рода не устоявшаяся. Виды (включая устаревшие названия) по данным Королевских ботанических садов в Кью:
- Chiloschista bleeseri Diels ex R.S.Rogers, 1933 — Unplaced Name
- Chiloschista extinctoriformis Seidenf., 1988
- Chiloschista exuperei (Guillaumin) Garay, 1972
- Chiloschista fasciata (F.Muell.) Seidenf. & Ormerod, 1995
- Chiloschista glandulosa Blatt. & McCann, 1932
- Chiloschista godefroyana (Rchb.f.) Schltr., 1919
- Chiloschista guangdongensis Z.H.Tsi, 1984
- Chiloschista hoii S.S.Ying, 1987
- Chiloschista indica J.J.Sm., 1913
- Chiloschista javanica Schltr., 1919
- Chiloschista loheri Schltr., 1921
- Chiloschista lunifera (Rchb.f.) J.J.Sm., 1905
- Chiloschista minimifolia (Hook.f.) N.P.Balakr., 1970
- Chiloschista parishii Seidenf., 1988
- Chiloschista phyllorhiza (F.Muell.) Schltr., 1921
- Chiloschista pusilla (Willd.) Schltr., 1919
- Chiloschista ramifera Seidenf., 1988
- Chiloschista rodriguezii Cavestro & Ormerod, 2005
- Chiloschista segawae (Masam.) Masam. & Fukuy., 1938
- Chiloschista sweelimii Holttum, 1966
- Chiloschista taeniophyllum (J.J.Sm.) Schltr., 1921
- Chiloschista treubii (J.J.Sm.) Schltr., 1921
- Chiloschista trudelii Seidenf., 1987
- Chiloschista usneoides (D.Don) Lindl., 1832 typus
- Chiloschista viridiflava Seidenf., 1988
- Chiloschista yunnanensis Schltr., 1919

## Охрана исчезающих видов
Все виды рода Chiloschista входят в Приложение II Конвенции CITES. Цель Конвенции состоит в том, чтобы гарантировать, что международная торговля дикими животными и растениями не создаёт угрозы их выживанию.

## В культуре
Температурная группа — тёплая\умеренная.

Посадка на блок, пластиковую или нержавеющую металлическую сетку.

Относительная влажность воздуха 60-90 %

Освещение: яркий рассеянный свет, 60-70 % прямого солнечного света.

В период активной вегетации полив интенсивный, в период покоя умеренный.